# Itsukushima
Helgedomen Itsukushima (japanska: 厳島神社, Itsukushima Jinja) är en shintohelgedom på ön Itsukushima i staden Hatsukaichi i Hiroshima prefektur, Japan. Japans regering har listat flera av helgedomens byggnader och tillhörigheter som en del av Japans nationalskatt. 1996 upptogs Itsukushima också på Unescos världsarvslista.

## Religiös betydelse
Helgedomen är tillägnad den japanska stormguden Susanoos tre döttrar. Då själva ön har ansetts vara en helig plats, har under större delen av historien inte vanliga medborgare fått sätta sin fot på ön. För att göra det möjligt för pilgrimer att närma sig, byggdes helgedomen som en brygga över vattnet, så att den verkade flyta, åtskild från land, och därför ansågs existera på gränsen mellan det heliga och profana. Helgedomens kännetecknade röda entréport, eller torii, byggdes ute i vattnet av i stort sett samma anledning. Vanliga människor var tvungna att styra sina båtar genom porten innan de fick närma sig helgedomen.
Att bibehålla helgedomens renhet är så viktigt, att sedan 1878 har inga dödsfall eller födslar tillåtits nära helgedomen. Fram till idag förväntas gravida kvinnor dra sig tillbaka till fastlandet, när dagen för nedkomsten närmar sig liksom de som är sjuka eller mycket gamla, vars död är nära förestående. Begravningar på ön är förbjudna.

## Historia
De första av helgedomens byggnadsverk restes troligen på 500-talet, och helgedomen har förstörts flera gånger sedan dess. Dagens helgedom daterar sig från mitten av 1500-talet, och följer den tidigare designen från 1100-talet. Designen skapades 1168, då krigsherren Taira no Kiyomori anslog medel till den. Helgedomen designades och byggdes på bryggliknande strukturer över viken så att det skulle se ut som den flöt på vattnet, åtskild från den heliga ön, som de fromma fick närma sig. Nära huvudtemplet ligger en No-teater, instiftad av Toyotomi Hideyoshi i slutet av 1500-talet.  No-teater har länge används för att ära shinto-gudarna. Teatern spelar upp viktiga händelser i Shintoismens mytiska historia.
Dramatiska porten, eller Itsukushimas torii, är en av Japans populäraste turistattraktioner, och den mest kända av helgedomens olika byggnadsverk. Vyn framför porten framför öns berg Misen är klassad som en av Japans tre vyer (tillsammans med sandbanken Amanohashidate och Matsushimaöarna). Även om en port har funnits sedan 1168, är den nuvarande från 1875. Porten byggd av åldersbeständigt Kamferträd är omkring 16 meter högt och byggdes i en fyr-bent stil för att ge bättre stabilitet.
Porten ser bara ut att flyta under högvatten; då det är lågvatten kan man gå ut till den från ön. Besökare brukar placera mynt i portens sprickor och göra en önskan. Insamling av skaldjur nära porten är också populärt vid lågvatten. Många lokalinvånare har skaldjuren de plockat till sin miso. Nattetid lyses porten upp av kraftiga strålkastare på stranden..
5 september 2004 skadades helgedomens svårt maged av Tyfonen Songda. Strandpromenaden och taket förstördes delvis och stängdes för reparationer.

## Bilder

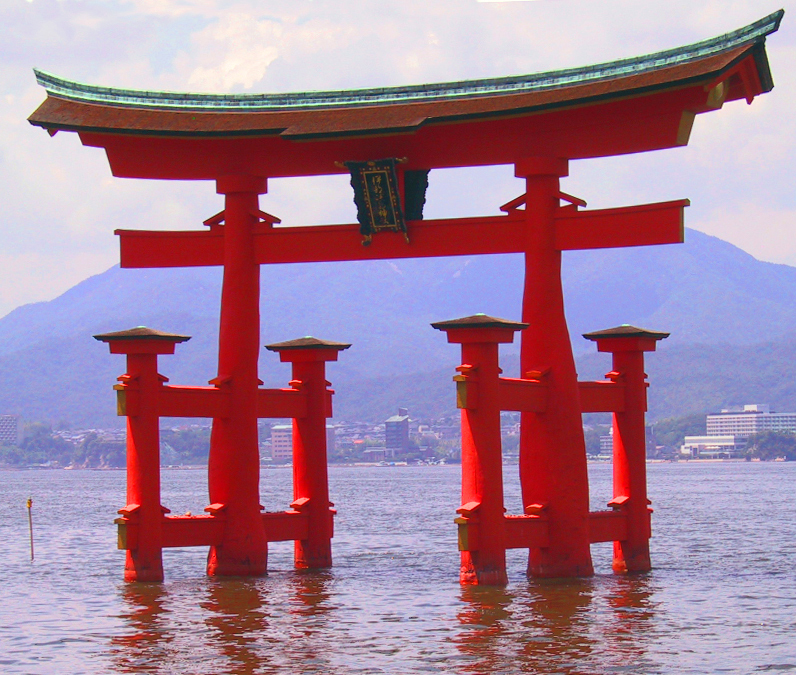
En närbild på helgedomens port (torii).
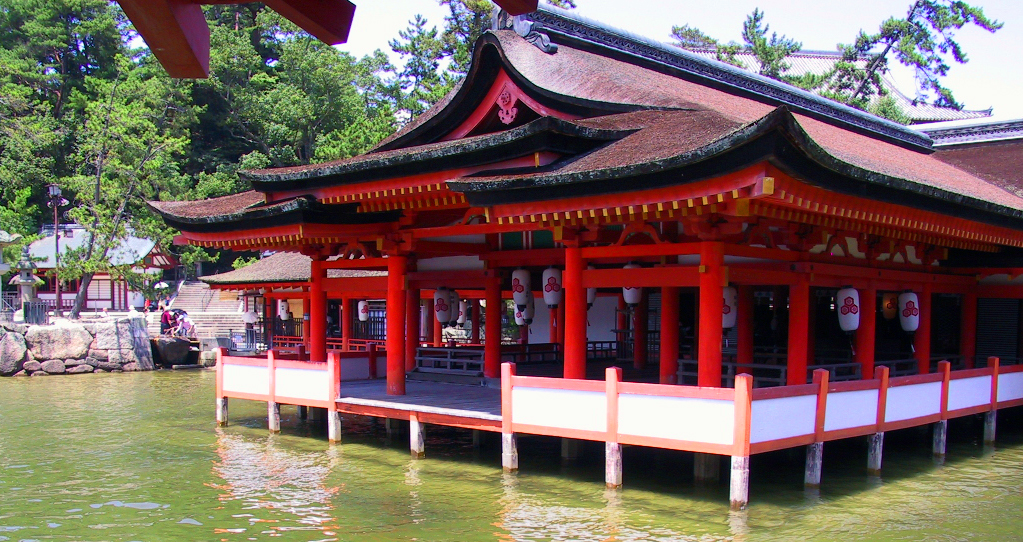
Byggnaden som utgör helgedomen är även den byggd ute i vattnet.

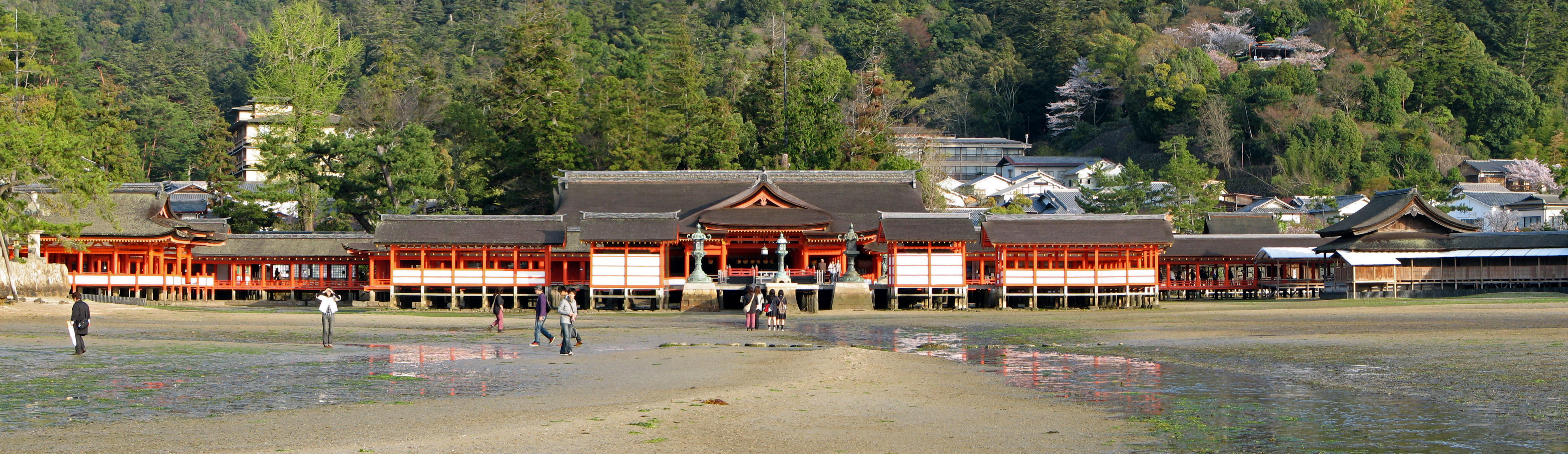
Vy från entréporten i vattnet